# Glympis eubolialis
Glympis eubolialis är en fjärilsart som beskrevs av Walker 1865. Glympis eubolialis ingår i släktet Glympis och familjen nattflyn. Inga underarter finns listade i Catalogue of Life.